# Le Grand Vizir de la nuit
Le Grand Vizir de la nuit est un roman de Catherine Hermary-Vieille publié le 15 septembre 1981 aux éditions Gallimard et ayant reçu la même année le prix Femina.

## Écriture
Le roman est largement inspiré d'un conte des Mille et Une Nuits, La Fin de Giafar et des Barmakides, dans la traduction de Joseph-Charles Mardrus.

## Éditions
- Éditions Gallimard, 1981,  (ISBN 2070263592)
- Éditions Gallimard, coll. « Folio » no 1448, 1983,  (ISBN 2070374483).